# Wrbica
Wrbica (maced. Врбица, trb. Wrbica, trl. Vrbica, bułg. Върбица) – wieś we wschodniej Macedonii Północnej, w gminie Czeszinowo-Obleszewo, niedaleko miasta Koczani.